# Кумба, Джемма Нуну
Достопочтенная Джемма Нуну Кумба (род. 1966) — политик из Южного Судана. За свою карьеру сменила несколько министерских постов в правительстве Южного Судана. В 2004 году в начале всеобъемлющего мирного соглашения она основала парламентскую фракцию суданских женщин. Она была выбрана НОДС спикером обновленного Переходного национального законодательного собрания (R-TNLA). Она стала первой женщиной, возглавившей парламент Южного Судана.

## Ранние годы
Джемма Нуну Кумба родилась в округе Томбура в Западной Экватории. В детстве она переехала из округа Томбура в лагерь беженцев в Центральной Африке. С 1983 по 1986 год она посещала среднюю школу Juba Day в Джубе. В 1991 году Джемма покинула Хартум и фактически присоединилась к своему мужу в долине Кидепо, одном из районов, освобождённых к тому времени НОДС.

## Карьера
В 1990-х Кумба работала администратором компании, связанной с Народно-освободительной армией Судана (НОАС), а затем координатором Совета церквей Нового Судана. Когда её муж был назначен представителем Народно-освободительного движения Судана (НОДС) в Намибии, Кумба переехала с ним. Находясь в Намибии, она поступила в местный университет, с 1999 по 2002 годы изучала экономику и науку управления, получила степень бакалавра в области государственного управления и политологии. В 2002 году она участвовала в мирных переговорах от имени НОДС в Кении. После Всеобъемлющего мирного соглашения (ВМС) в 2005 году она служила членом парламента в Хартуме. Кумба является членом партии НОДС.
Кумба была первой женщиной, занявшей пост губернатора после ВМС. В 2008 году она была назначена губернатором штата Западная Экватория. Она проиграла губернаторские выборы в апреле 2010 года Бангасси Джозефу Марио Бакосоро.
В июне 2010 года она была назначена министром жилищного строительства и территориального планирования. 26 августа 2011 года Джемма Нуну была повторно назначена министром жилищного строительства и территориального планирования в кабинете министров Южного Судана. 9 января 2012 г. Джемма была назначена членом Национальной комиссии по пересмотру конституции. 3 августа 2013 года президент Южного Судана Сальва Киир Маярдит сменил несколько министров и их заместителей, переместив Кумбу на пост министра электричества, плотин, ирригации и водных ресурсов. К июлю 2016 года она была министром охраны дикой природы и туризма.
В октябре 2015 года президент Киир Маярдит назначил Кумбу заместителем генерального секретаря НОДС. В то же время Сальва Киир распустил национальные секретариаты и поручил Кумбе рекомендовать новые партийные секретариаты. Она заменила Анну Итто Леонардо на посту заместителя генерального секретаря НОДС. Кумба была приведена к присяге 13 ноября 2015 года.
Джемма Нуну Кумба была назначена министром по гендерным вопросам, социальному обеспечению и делам религии в 2018 году. После подписания Обновлённого Соглашения об урегулировании конфликта в Южном Судане в 2019 году Джемма была назначена министром по делам парламента.
23 июля 2021 г. Джемма была выдвинута руководством НОДС в качестве кандидата от партии на должность спикера обновлённого Переходного национального законодательного собрания.

## Личная жизнь
Она замужем за Фесто Кумбой, бывшим министром животноводства и рыболовства. У пары четверо детей.